# 叶枝镇
叶枝镇（藏語：ཡེ་ཀྲི་གྲོང་རྡལ་），是中华人民共和国云南省迪庆藏族自治州德钦县下辖的一个乡镇级行政单位。
2024年，国务院批复同意维西傈僳族自治县叶枝镇、巴迪乡划归德钦县管辖。

## 词源
“叶枝”为纳西语“起蛟的地方”，“叶”为蛟龙，“枝”为起来。历史上此地曾发生过泥石流，群众传说为起蛟，故名。

## 行政区划
叶枝镇下辖以下地区：
巴丁村、倮那村、梓里村、新洛村、叶枝村、同乐村、松乐村和拉波洛村。

## 中国传统村落
2013年8月，同乐村、叶枝村被评为第二批中国传统村落。